# Arroyo de la Coronilla (Río de la Plata)
Der Arroyo de la Coronilla, auch Arroyuelo de la Coronilla, ist ein im Süden Uruguays gelegener Bach.
Der linksseitige Nebenfluss des Río de la Plata entspringt auf dem Gebiet des Departamentos Canelones an der westlichen Flanke des Cerro de Mangrullo einige Kilometer südsüdöstlich des Cerro Piedras de Afilar, südwestlich von Piedras de Afilar und nördlich von Araminda. Von dort fließt er nach Süden, nachdem er zunächst einen Bogen in östliche Richtung eingeschlagen hat. Zwei Kilometer vor seiner Mündung trifft sein linksseitiger Zufluss Junquito, der teils umgangssprachlich auch als Hunquito bezeichnet wird, auf ihn. Am Punkt dieses Zusammentreffens existiert eine kleine, Laguna Blanca genannte Ausbuchtung. Der rund sechs Kilometer lange Bach mündet zwischen Santa Lucía del Este und Biarritz in den Río de la Plata.